# یورکشایر بل
یورکشایر بل (به انگلیسی: Yorkshire Belle) یک کشتی است.